# Trans-acenaften-1,2-diol dehidrogenaza
Trans-acenaften-1,2-diol dehidrogenaza (EC 1.10.1.1, trans-1,2-acenaftendiolna dehidrogenaza) je enzim sa sistematskim imenom (+/-)-trans-acenaften-1,2-diol:NADP+ oksidoreduktaza. Ovaj enzim katalizuje sledeću hemijsku reakciju
(+/-)-trans-acenaften-1,2-diol + 2 NADP+ {\displaystyle \rightleftharpoons } acenaftenhinon + 2 NADPH + 2 H+
Pojedini enzimi ove grupe takođe koriste NAD+.

## Literatura
- Nicholas C. Price; Lewis Stevens (1999). Fundamentals of Enzymology: The Cell and Molecular Biology of Catalytic Proteins (Third изд.). USA: Oxford University Press. ISBN 019850229X.
- Eric J. Toone (2006). Advances in Enzymology and Related Areas of Molecular Biology, Protein Evolution (Volume 75 изд.). Wiley-Interscience. ISBN 0471205036.
- Branden C; Tooze J. Introduction to Protein Structure. New York, NY: Garland Publishing. ISBN 0-8153-2305-0.
- Irwin H. Segel. Enzyme Kinetics: Behavior and Analysis of Rapid Equilibrium and Steady-State Enzyme Systems (Book 44 изд.). Wiley Classics Library. ISBN 0471303097.

## Spoljašnje veze
- Trans-acenaphthene-1,2-diol+dehydrogenase на 